# Хуан Альварес Мендісабаль
Хуан де Діос Альварес Мендісабаль (ісп. Juan de Dios Álvarez Mendizábal; 25 лютого 1790 — 3 листопада 1853) — іспанський політичний діяч, голова уряду країни у 1835-1836 роках.

## Кар’єра
Брав участь у війні проти французів. 1819 року почав контактувати з андалуськими ліберальними революціонерами. Під час революції 1820 року йому доручили оснащення військ Фернандо VII, чим він скористався для підтримки лівих лібералів. 1823 року Мендісабаль втік до Гібралтару, оскільки в Іспанії його було засуджено до страти. З Лондона, куди він переїхав, Мендісабаль укладав оборудки з продажу іспанського вина. Пізніше займався фінансуванням громадянської війни в Португалії на боці лібералів, а також формуванням військового контингенту в Бельгії.
1834 року голова Ради міністрів граф Торено викликав Мендісабаля до Іспанії та призначив його на пост міністра фінансів. 30 червня 1834 року Мендісбаль був обраний до лав парламенту, зберігши мандат до 1 лютого 1841 року.
25 вересня 1835 року сформував власний кабінет, проте вже 15 травня наступного року вийшов у відставку. Завдяки його діяльності на посту голови уряду церква втратила неефективно використовувані землі та маєтки. Ті землі пішли на продаж. У травні-липні 1843 року знов очолював міністерство фінансів. Після того був змушений виїхати до Франції. 